# Amagi Công viên rực rỡ
Amagi Brilliant Park (甘城ブリリアントパーク Amagi Buririanto Pāku) là một series light novel tiếng Nhật được viết bởi Gato Shoji và được minh họa bởi Nakajima Yuka. Fujimi Shobo đã xuất bản tám tập từ ngày 20 tháng 2 năm 2013 dưới ấn hiệu Fujimi Fantasia Bunko. Có ba bản manga chuyển thể được xuất bản bởi Fujimi Shobo và Kadokawa. Một bộ anime truyền hình dài 13 tập do Kyoto Animation sản xuất được phát sóng tại Nhật Bản từ ngày 6 tháng 10 đến ngày 25 tháng 12 năm 2014. Truyện được Nhà xuất bản Văn Học mua bản quyền và phát hành tại Việt Nam dưới tên gọi Amagi Công viên rực rỡ.

## Nội dung
Kanie Seiya là một chàng trai cầu toàn, "đập chai" bị Sento Isuzu ép buộc bằng vũ lực để đến thăm một công viên giải trí có tên Amagi Brilliant Park, nơi đang gặp rắc rối tài chính nghiêm trọng và sắp bị đóng cửa mãi mãi. Các nhân viên ở đây thực chất là những người tị nạn từ một thế giới khác được gọi là Maple Land và công viên là một cơ sở để thu năng lượng ma thuật từ niềm vui của du khách. Như vậy, công viên là cách duy nhất mà những người tị nạn có thể duy trì sự tồn tại của họ trong cõi người này.
Để cứu công viên khỏi việc đóng cửa, Seiya được chủ sở hữu, Latifah Fleuranza, công chúa của Maple Land (người mà Seiya gặp trước khi anh còn là một cậu bé và là nguyên nhân trực tiếp ảnh hưởng tới tính cách cậu từ đó), nhờ trở thành người quản lý mới và sử dụng kỹ năng của mình để cứu nó. Tuy nhiên, họ chỉ có ba tháng để thu hút 250.000 du khách, một điều không thể với tình hình hiện tại ở công viên.

## Nhân vật

### Nhân vật chính
Kanie Seiya (可児江 西也)
Lồng tiếng bởi: Uchiyama Kōki
Seiya là một học sinh trung học cầu toàn và cực kỳ thông minh, có phản xạ tuyệt vời, và hành động như một hoàng tử(?) đến mức trở thành một người tự yêu bản thân(?). Khi còn bé, cậu đã tham gia vào ngành giải trí và tên trong giới showbiz của anh là Kodama Seiya. Theo Isuzu, cậu là một đứa trẻ sẽ khiến cha mẹ tự hào. Tuy nhiên, Seiya đã nói với cô rằng cậu đã chết rất lâu rồi. Latifah ban cho cậu sức mạnh huyền diệu để lắng nghe trái tim của con người, mặc dù nó chỉ hoạt động một lần với mỗi người. Sau một thời gian, anh mở lòng với những công nhân của công viên, đặc biệt là Isuzu, người mà anh chia sẻ nỗi sợ hãi và bất an của mình, điều này đã khuyến khích Isuzu khi cô thất vọng về bản thân. Anh đã từng gặp Latifah khi còn là một đứa trẻ, nhưng anh không nhớ cho đến khi anh phát hiện ra lời nguyền của mình. Tên của anh bắt nguồn từ Kanye West.
Sento Isuzu (千斗 いすず)
Lồng tiếng bởi: Kakuma Ai
Là một người cận vệ hoàng gia đã buộc Seiya có một cuộc "hẹn" với cô ở Amagi Brilliant Park. Cô ấy có tính cách kiên nhẫn, hiếm khi thể hiện cảm xúc. Mặc dù mặt tiền đó, cô cũng rất nhạy cảm. Cô quản lý Amagi Brilliant Park trước khi Seiya đến, nhưng cô là một người quản lý khá là tệ do sự nuôi dạy của cô như một người cận vệ hoàng gia và cả sự đáng sợ của cô đối với các nhân viên. Khi Seiya tiếp quản làm quản lý, Isuzu phục vụ như thư ký của cậu. Sau khi gặp Seiya, tính cách của cô dần dần thay đổi và cuối cùng cô cũng có tình cảm với cậu nhưng không nói với anh. Isuzu mang một viên đạn ma thuật có tên là Steinberger đã được giữ trong cơ thể của mình, vì vậy cô có thể triệu hồi nó. Với nó, cô bắn những viên đạn với những hiệu ứng khác nhau như loại bỏ trí nhớ của đối tượng hoặc đơn giản là gây ra rất nhiều đau đớn. Tên của cô bắt nguồn từ 50 Cent.
Latifah Fleuranza (ラティファ・フルーランザ Ratifa Furūranza)
Lồng tiếng bởi: Fujii Yukiyo
Công chúa của Maple Land. Cô cho Seiya một số sức mạnh ma thuật của mình bằng cách hôn anh. Theo Triken, cô là cháu gái của Moffle và mang một điểm giống nhau nổi bật với em họ mình. Do cơ thể yếu đuối của cô cũng như hoàn cảnh khác, cô không thể rời khỏi khu vườn của mình, được bao quanh bởi một hàng rào ma thuật. Trong light novel, Latifah bị mù. Sau đó, tiết lộ rằng một pháp sư đã nguyền rủa cô, khiến cơ thể cô thiếu hụt Animus (năng lượng sống của Maple Land). Lời nguyền lặp lại mỗi năm, đặt lại trí nhớ và tuổi tác của cô, có nghĩa là cô đã sống như một đứa trẻ 14 tuổi trong hơn một thập kỷ. Tên của cô bắt nguồn từ Queen Latifah.

### Nhân viên của Amagi Brilliant Park

#### Linh vật
Moffle (モッフル Moffuru)
Lồng tiếng bởi: Kawasumi Ayako
Là một "tiên kẹo" với hình dạng một con chuột với chiếc mũ, là linh vật chính của Amagi Brilliant Park, đồng thời là chú của Latifah, bảo vệ cô ấy. Ông có ngoại hình giống Bonta, linh vật hư cấu của Full Metal Panic? Fumoffu (anime của studio Kyoto Animation, và dựa trên light novel cùng tác giả). Moffle sẽ tức giận nếu khi ai đó gọi ông là một rip-off của Bonta. Có một điều được ám chỉ, mặc dù gián tiếp, rằng Moffle ghét cha của Latifah do cuộc hôn nhân của nhà vua với người chị yêu dấu của Moffle và Latifah chỉ đơn thuần là được để lại cho sự chăm sóc của anh ta.
Macaron (マカロン Makaron)
Lồng tiếng bởi: Shiraishi Ryōko
Là một tiên âm nhạc với hình dạng của một con cừu, và là một trong những linh vật của công viên. Anh có tính khí ôn hòa, có một bầu không khí của nghệ sĩ và thường trốn việc nếu cảm thấy không hứng thú. Macaron chơi violin. Anh ta đã ly hôn và đang chiến đấu vì quyền nuôi con gái của mình.
Tiramy (ティラミー Tiramī)
Lồng tiếng bởi: Nonaka Ai
Là một tiên hoa với hình dạng của một con mèo màu hồng, cũng là một trong những linh vật của công viên. Có vẻ là một kẻ hư hỏng với một con mắt "quan tâm" đến phụ nữ trẻ và mê hoặc phụ nữ lớn tuổi. Tiramy cũng khá hiểu biết về chất nổ.
Wanipee (ワニピー Wanipī)
Lồng tiếng bởi: Terashima Takuma
Là tiên với hình dạng của một con cá sấu màu xanh. Anh cũng như các nhân vật kể trên. Anh ta có một tính cách bi quan và dễ nước mắt.
Dornell (ドルネル Doruneru)
Lồng tiếng bởi: Hino Satoshi
Là một tiên hoa khác với hình dạng của một con chồn, sau khi bị mắc kẹt trong cuộc tìm kiếm "Ruby's Trial by Fire" vì tìm kiếm một kho báu, anh chỉ đơn giản xem anime và chơi game, trở thành NEET ở đó trong mười năm. Chi phí của những chuyện đó được chi trả bằng đống kho báu.
Jaw (ジョー Jō)
Lồng tiếng bởi: Miki Shin'ichirō
Là môt tiên mang hình dạng của một con cá mập, làm việc trong phòng máy. Anh ta trở nên đáng sợ của như hình dạng của mình khi anh ấy tiếp xúc với nước; có một khả năng mà bản thân anh không nhận ra cho đến khi Seiya cho anh thấy sự phản chiếu của anh trong gương,điều đó mang đến nhiều cú sốc cho anh.

#### Elementario Faeries
Muse (ミュース Myūsu)
Lồng tiếng bởi: Aisaka Yuka
Là tiên nước và đội trưởng của Elementario Faeries. Muse có một tính cách rất năng động và vui vẻ và cô thường có một nụ cười trên khuôn mặt. Mặc dù sự nổi tiếng của Elementario đang giảm đi, nhưng cô vẫn làm việc chăm chỉ. Trong số bốn nàng tiên, cô ấy là người hát giỏi nhất.
Sylphy (シルフィー Shirufī)
Lồng tiếng bởi: Kurosawa Tomoyo
Là tiên gió của Elementario Faeries. Tính cách hồn nhiên và đôi khi hành xử hơi trẻ con, nhưng cũng là người hát giỏi. Đôi khi cô ấy ngẫu nhiên nói tiếng Trung Quốc (?).
Kobory (コボリー Koborī)
Lồng tiếng bởi: Mikami Shiori
Là tiên đất của Elementario Faeries. Cô thường có một thái độ lạnh lùng và cũng đã từng thể hiện sự quan tâm đến yaoi. Cô ấy được cho là một klutz hoàn chỉnh.
Salama (サーラマ Sārama)
Lồng tiếng bởi: Tsuda Minami
Là tiên lửa của Elementario Faeries, người thường có tính cách lười biếng và không có động lực khi nói đến biểu diễn tại công viên (trái ngược với Muse). Cô thích dùng điện thoại của mình khi cô không biểu diễn và dường như tham gia vào các cuộc chiến rực lửa.

#### Các nhân viên khác
Triken (トリケン Toriken)
Lồng tiếng bởi: Fukuyama Jun
Là một tiên với hình dạng của một con khủng long triceratops màu vàng với kính. Anh ta chịu trách nhiệm bán hàng và có chút biến thái.
Ashe (アーシェ Āshe)
Lồng tiếng bởi: Mikami Shiori
Kế toán trưởng của Amagi Brilliant Park.
Wrench (レンチ Renchi)
Lồng tiếng bởi: Inada Tetsu
Là tiên với hình dáng của một cái cờ lê. Ông là giám đốc kỹ thuật.
Ōkuro (オークロ Ōkuro)
Lồng tiếng bởi: Takahashi Shin'ya
Giám đốc an ninh của Amagi Brilliant Park. Một người thường xuyên đeo mặt nạ đô vật.
Nick (ニック Nikku)
Lồng tiếng bởi: Yamashita Seiichirō
Là tiên với hình dáng của một số loại thịt, người đứng đầu phục vụ.
Genjūrō (ゲンジュウロウ)
Lồng tiếng bởi: Fukuyama Jun
Là tiên với hình dáng  củamột chú cá heo mặc trang phục samurai, người chịu trách nhiệm về sức hấp dẫn của Splash Ocean.
Xích Long Rubrum (赤龍ルブルム Sekiryū Ruburumu)
Lồng tiếng bởi: Nakata Jōji
Một con rồng đỏ khổng lồ sống trong khu vực "Ruby's Trial by Fire" bị bỏ hoang tại công viên, nhưng sau đó anh được thuê lại để làm việc với ở một điểm thu hút du khách khác. Mặc dù kích thước và ngoại hình của anh ấy, anh ấy khá là mít ướt, và không giỏi bay, nhưng dù sao cũng làm việc chăm chỉ.
Taramo (タラモ)
Lồng tiếng bởi: Hiyama Nobuyuki
Là lãnh đạo của Diggeries, một nhóm các tiên giống chuột chũi, những người đã bị bức hại bởi một đế chế độc tài, vì vậy họ đã được cung cấp chỗ ở trong công viên. Sau biết đế quốc không còn nữa, họ hân hoan chấp nhận làm việc tại công viên.
Adachi Eiko (安達 映子)
Lồng tiếng bởi: Igarashi Hiromi
Là một cô gái với thái độ tốt bụng, người từng làm việc trong video về động vật (A.V - Animal Video) và được thuê để bù đắp cho việc thiếu nhân viên. Cô ấy có khả năng hiểu những gì các linh vật đang nói khi họ không nói.
Bandō Biino (伴藤 美衣乃)
Lồng tiếng bởi: Takamori Natsumi
Cũng là một cô gái khác cũng được thuê để bù cho việc thiếu nhân viên, nhưng xuất hiện trong cuộc phỏng vấn sau khi bị anh trai đâm, đơn giản vì anh từ chối để em gái mình đi làm. Cô ấy làm việc trong quầy băng đá gần khu vực hồ bơi.
Chūjō Shiina (中城 椎菜)
Lồng tiếng bởi: Chisuga Haruka
Một cô gái nhút nhát đến từ Amagi High, trẻ hơn một năm trẻ so với Isuzu và Kanie, người cuối cùng được thuê để bù cho việc thiếu nhân viên. Cô ấy làm việc với hàm trong phòng máy. Cô ấy có vẻ thích Kanie.
Tetsuhige (鉄ひげ Râu Sắt)
Lồng tiếng bởi: Tanaka Masahiko
Một tên cướp biển từ Maple Land với hình dạng của một con voi với một bộ ria mép sắt. Ông và phi hành đoàn hải tặc hải quân của ông xuất hiện tại điểm thu hút của Splash Ocean khi một cổng ma thuật mở ra ở đó và chiếm Latifah, khách hàng và dàn diễn viên làm con tin. Sau khi bị đánh bại, anh và phi hành đoàn của mình buộc phải làm việc tại công viên để trả tiền cho những thiệt hại dưới sự giám sát của Jaw (vì chúng rất sợ cá mập). Sau đó, anh trở nên ấm áp với ý tưởng trở thành một nghệ sĩ và thậm chí bắt đầu tận hưởng vai trò của mình để giải trí cho trẻ em.

### Các nhân vật khác
Kurisu Takaya (栗栖 隆也)
Lồng tiếng bởi: Suwabe Jun'ichi
Takaya là một pháp sư đã đánh bại một con rồng hùng mạnh dưới sự chỉ huy của vua xứ Maple với lời cưới Latifah, nhưng khi nhà vua từ chối, hắn ta đã nguyền rủa công chúa, dẫn đến tình trạng hiện tại của cô ấy. Sau đó hắn xuất hiện như một nhân viên của Amagi Development, một công ty muốn mua lại Amagi Brilliant Park.
Kyūbu Aisu (久武 藍珠)
Lồng tiếng bởi: Kaida Yūko
Dì và người giám hộ của Seiya. Cô rất quan tâm đến cháu trai mình.
Takami (タカミ)
Lồng tiếng bởi: Nakamura Sakura
Một cô hầu bàn làm việc tại nhà hàng "Savage", nơi mà Moffle, Macaron và Tirami thường xuyên nhậu.
Terano Mutsumi (寺野 睦美)
Lồng tiếng bởi: Izawa Mikako
Bạn cùng lớp Tsuchida Kanae.
Tsuchida Kanae (土田 香苗)
Lồng tiếng bởi: Ōtomo Moe
Bạn gái của Kimura. Cô dự định gửi một bức thư tình cho Kimura nhưng vô tình gửi đến Kanie.
Kimura (木村)
Lồng tiếng bởi: Sakaguchi Daisuke
Bạn trai của Tsuchida Kanae.

## Truyền thông

### Light novel
Cuốn light novel đầu tiên được xuất bản bởi Fujimi Shobo dưới tên nhà xuất bản Fujimi Fantasia Bunko vào ngày 20 tháng 2 năm 2013. Tính đến tháng 6 năm 2016, tám tập đã được xuất bản. Tại Anime Expo 2018, J-Novel Club thông báo rằng họ đã cấp phép cho cuốn tiểu thuyết này.
Một loạt light novel spin-off, được viết bởi Yanagawa Keishō và có tiêu đề Amagi Brilliant Park: Maple Summoner, lần đầu tiên được xuất bản bởi Fujimi Fantasia Bunko vào ngày 18 tháng 10 năm 2014. Tính đến tháng 2 năm 2015, ba tập đã được xuất bản.

#### Danh sách chương
| No. | Ngày phát hành            | ISBN                   |
| --- | ------------------------- | ---------------------- |
| 1   | Ngày 20 tháng 2 năm 2013  | ISBN 978-4-8291-3828-1 |
| 2   | Ngày 20 tháng 8 năm 2013  | ISBN 978-4-8291-3921-9 |
| 3   | Ngày 18 tháng 1 năm 2014  | ISBN 978-4-04-070004-5 |
| 4   | Ngày 20 tháng 6 năm 2014  | ISBN 978-4-04-070207-0 |
| 5   | Ngày 18 tháng 10 năm 2014 | ISBN 978-4-04-070208-7 |
| 6   | Ngày 18 tháng 4 năm 2015  | ISBN 978-4-04-070209-4 |
| 7   | Ngày 20 tháng 10 năm 2015 | ISBN 978-4-04-070701-3 |
| 8   | Ngày 18 tháng 6 năm 2016  | ISBN 978-4-04-070702-0 |

### Manga
Một bộ manga chuyển thể bởi Yoshioka Kimitake đã bắt đầu xuất bản trong tạp chí manga shōnen manga của tạp chí Fujimi Shobo Monthly Dragon Age với số phát hành tháng 3 năm 2014 được bán vào ngày 8 tháng 2. Bộ truyện đã được biên soạn thành hai tập tankōbon, phát hành vào ngày 7 tháng 6 và ngày 8 tháng 10 năm 2014. Một manga truyện tranh bốn bảng được Minh họa Azuma Kōji có tên  Amagi Brilliant Park? Fumo (甘城ブリリアントパーク?ふも) (甘城ブリリアントパーク?ふも) bắt đầu xuất bản trong Dragon Age hàng tháng với số tháng 6 năm 2014. Manga thứ ba có tên Amagi Brilliant Park the animation (甘城ブリリアントパークthe animation) (甘城ブリリアントパークthe animation), được Tác giả AmaBri Restoration Committee (甘ブリ再生委員会 Amaburi Saisei Iinkai) và được minh họa  bởi Ami Hakui sẽ bắt đầu xuất bản trên trang web ComicWalker của Kadokawa.

### Anime
Bộ anime chuyển thể truyền hình dài 13 tập được sản xuất bởi Kyoto Animation và đạo diễn Takemoto Yasuhiro phát sóng từ ngày 6 tháng 10 đến ngày 25 tháng 12 năm 2014 với bài hát mở đầu là "Extra Magic Hour" (エクストラ・マジック・アワー Ekusutora Majikku Awā), thực hiện bởi Akino với bless4. Akino và bless4 cũng đã làm một phiên bản tiếng Anh của bài hát này có tiêu đề "Extra Magic Hour (International Edition)". Bài hát kết thúc là "Elementalio de Aimashō!" (エレメンタリオで会いましょう! Erementario de Aimashō!), được thực hiện bởi Brilliant4, một nhóm diễn viên lồng tiếng gồm Aisaka Yuka, Kurosawa Tomoyo, Mikami Shiori và Tsuda Minami. Ngoài ra, có một tập OVA đi kèm với bảy tập của đĩa DVD và Blu-ray, và bảy tập câu chuyện nhỏ có tiêu đề Amagi Brilliant Park: Wakuwaku Mini Theater - Rakugaki Backstage cũng được kèm theo DVD và Blu-ray.

#### Danh sách các tập
| No. | Tiêu đề                                                                                                  | Ngày phát sóng            |
| --- | --- | ------------------------- |
| 1 | "Không đủ du khách!" "Okyaku ga Konai!" (お客が来ない!)                                                  | Ngày 6 tháng 10 năm 2014  |
| Sento Isuzu buộc Kanie Seiya, bằng súng, phải hẹn hò với cô ấy. Địa điểm hóa ra là Amagi Brilliant Park. Trong khi đi lang thang khắp nơi, Isuzu giới thiệu Seiya đến nhiều điểm tham quan khác nhau, và rõ ràng là tất cả đều rất không đạt yêu cầu so tiêu chuẩn thường của một công viên. Sau đó, Isuzu hỏi Seiya về những suy nghĩ của mình về nơi này, nơi mà anh ta phản ứng rất tiêu cực, cuối cùng phun ra "Cậu cần phải tin vào một giấc mơ cho những người khác để tin vào nó!". Ngay khi anh ta sắp rời đi, Isuzu cho anh ta vài miếng bánh croquette, rất ngon. Quyết định biết ai là người đã làm bánh cho họ, Seiya theo Isuzu để gặp người quản lý của công viên, người này ăn mặc như một công chúa, Latifah Fullanza. Cô tiết lộ rằng các nhân viên của công viên thực sự là cư dân từ vương quốc ma thuật Maple Land, và nếu họ không thể nhận được 500.000 khách hàng trước ngày 31 tháng 7, công viên sẽ bị đóng cửa. Nếu công viên sẽ bị đóng cửa, mọi người làm việc trong đó cũng như toàn bộ vương quốc Maple Land sẽ không còn tồn tại mãi mãi. Lo sợ cho những gì có thể xảy ra, cô nhờ Seiya giúp đỡ bằng cách đảm nhận chức vụ quản lý. Ngoài sự giúp đỡ của cậu, cô cũng nói với anh rằng cô sẽ cho cậu sức mạnh ma thuật bằng cách chỉ hôn cậu. Seiya chợt nhớ ra kí ước lúc nhỏ khi được hôn trước khi cậu bất tỉnh. Sáng hôm sau, Seiya đột nhiên có thể bắt đầu nghe được trong đầu những suy nghĩ từ dì của mình. | |                           |
| 2 | "Không đủ thời gian!" "Jikan ga Nai!" (時間がない!)                                                      | Ngày 9 tháng 10 năm 2014  |
| Ngày hôm sau, Seiya nhận ra mình có sức mạnh đọc suy nghĩ của mọi người. Isuzu một lần nữa đưa cậu đến công viên, nơi họ sẽ gặp một số người từ Amagi Development - họ là những người đang tiếp quản công viên một khi hạn chót đến. Một trong số họ nhận ra Seiya và bảo cậu đừng đến gần những kẻ thua cuộc trong công viên này, hoặc cậu cũng sẽ trở thành một trong số đó. Trong công viên, một hội nghị được tổ chức, nơi Công chúa, Latifah Fullanza thông báo rằng công viên sẽ bị đóng cửa trong ba tháng. Seiya trở lại với họ và thông báo rằng cậu sẽ cứu họ. Nhưng sau đó, khi cậu một mình với Isuzu và Latifah, cậu nói rằng cậu chỉ tuyên bố nó để nâng cao tinh thần của mọi người, nhưng cậu không thực sự tự tin về nó - nhưng Latifah tuyên bố có hoàn toàn tin tưởng vào cậu. | |                           |
| 3 | "Không đủ cứng rắn!" "Tekoire ga Kikanai!" (テコ入れが効かない!)                                         | Ngày 16 tháng 10 năm 2014 |
| Seiya đưa ra một thông báo cho các nhân viên rằng công viên sẽ tạm đóng cửa trong một ngày do sửa chữa. Sau đó, cậu tuyên bố ba thay đổi: công viên sẽ đóng cửa lúc 7 giờ tối, hủy ngày nghỉ thứ Sáu và thiết lập khoản thanh toán 30 yen cho tất cả các dịch vụ. Khi Moffle đánh lộn với một vị khách khó chịu, Isuzu bắn vị khách và gia đình họ bằng những viên đạn gây mất trí nhớ. Salama ghi lại cuộc chiến bằng điện thoại di động của mình. Seiya ghi lại một video quảng cáo với Elementario Faeries, Latifa và Isuzu mặc đồ bơi, nhưng nó không nhận được nhiều lượt xem như mong đợi. Sau đó, cậu tải lên một video đã chỉnh sửa về cuộc ẩu đả, và nhận được nhiều lượt truy cập và kết quả là đã có nhiều lượt xem cho PV được tải lên trước đó. | |                           |
| 4 | "Không thể sử dụng thư ký!" "Hisho ga Tsukaenai!" (秘書が使えない!)                                      | Ngày 23 tháng 10 năm 2014 |
| Nhờ sử quản lý hoàn hảo của Seiya, hiệu quả của công viên và số lượng khách truy cập ngày càng tăng, và khi Isuzu thông báo rằng Moffle, Macaron và Tirami có một số khiếu nại, anh quyết định để cô ấy đối phó với họ thay vào đó, nhưng Elementario Faeries chỉ cho cậu rằng thay vì tìm kiếm một sự thỏa hiệp, Isuzu chỉ biết kết thúc cuộc thảo luận bằng cách đe dọa họ bằng khẩu súng của mình. Seiya sau đó mắng Isuzu vì hành vi của cô, tạo ra sự khoảng cách giữa hai người. Vào ngày hôm sau, Latifah yêu cầu Seiya cùng ngồi đu quay với cô ấy và trong dịp này, lúc đó cậu nói rằng có một nỗi sợ hãi về độ cao, và khi được cô ấy an ủi, Seiya có cảm giác họ đã gặp trước đó. Một thời gian sau, trời bắt đầu mưa, và với hệ thống thoát nước bị hỏng, đe dọa lũ lụt toàn bộ công viên, Isuzu dẫn đầu và tổ chức một hoạt động khẩn cấp để ngăn chặn thiệt hại. Sau cơn mưa, Isuzu nói với Seiya rằng hành vi nghiêm khắc của cô với người khác là do sự huấn luyện quân sự từ nhỏ, và tin rằng tất cả mọi người trong công viên ghét cô vì điều đó, nhưng Seiya cho cô thấy khuôn mặt hạnh phúc của nhân viên, người cảm ơn cô vì sự giúp đỡ của cô, chứng minh không hoàn toàn như lời cô nói. | |                           |
| 5 | "Không đủ tiền!" "Okane ga Tarinai!" (お金が足りない!)                                                   | Ngày 30 tháng 10 năm 2014 |
| Amagi Brilliant Park đã sử dụng tất cả các khoản tiết kiệm của mình và không còn tiền để giữ cho nó hoạt động. Tuy nhiên, Moffle nhớ về người bạn của họ, Dornel, người đã mất tích sau khi tìm kiếm kho báu trong một khu vực bị bỏ hoang của công viên, và Seiya, Isuzu, Macaron, Tiramy và Moffle rời đi để điều tra. Trong khi đối mặt với vài cái bẫy trên đường đi, Isuzu và Macaron bị tách khỏi những người khác và phát hiện ra rằng Dornel đã ở ẩn trong hang tất cả thời gian này, tận hưởng sở thích như NEET, trong khi Seiya và những người khác đối đầu với Rubrum, Red Dragon và được biết rằng Rubrum và Diggeries, một nhóm tiên với hình dạng chuột chũi đang chạy trốn khỏi đế quốc và đang trú ẩn trong công viên. Quay trở lại mặt đất, Rubrum và Diggeries yêu cầu một công việc trong công viên, và Seiya đồng ý, trong khi tất cả các món đồ mà Dornel đã mua trong thời gian vắng mặt của anh ta được bán để trả tiền cho công viên. | |                           |
| 6 | "Không đủ nhân viên!" "Hitode ga Tarinai!" (人手が足りない!)                                             | Ngày 6 tháng 11 năm 2014  |
| Với số lượng nhân viên ít ỏi, Seiya quyết định tổ chức một cuộc phỏng vấn xin việc cho những nhân viên mới và Isuzu gặp rắc rối nghiêm trọng khi cô miễn cưỡng ăn thứ quả buộc cô luôn phải nói thật, khiến cô lo sợ sẽ tiết lộ cảm xúc thật của mình với Seiya. Những rắc rối của cô trở nên tồi tệ hơn khi ba ứng viên nữ lại chính là những người mà cô nhìn thấy trong giấc mơ đêm trước khiến cô nghĩ rằng họ sẽ dụ dỗ Seiya hoặc thay thế cô làm trợ lý và thư ký của Seiya. | |                           |
| 7 | "Không đủ an toàn cho hồ bơi!" "Pūru ga Abunai!" (プールが危ない!)                                       | Ngày 13 tháng 11 năm 2014 |
| Công viên đang cảnh giác khi một nhóm hải tặc từ Maple Land xuất hiện để tàn phá. Isusu, Latifah, Moffle, Macaron và Elementario Fairies chịu sự giam giữ của chúng , Seiya và những người khác đứng lên chống lại những tên cướp biển và giải cứu họ. Các vị khách không nhận ra rằng mình bị bắt bởi nhóm hải tặc mà chỉ nghĩ đây là một hoạt động mới của công viên. | |                           |
| 8 | "Không đủ tình yêu!" "Koigokoro ga Todokanai!" (恋心が届かない!)                                         | Ngày 20 tháng 11 năm 2014 |
| Seiya bị cảm lạnh vào mùa hè nhưng cậu không thể bỏ học vì sự vắng mặt trước đó của cậu. Isuzu, Macaron, Tiramie và Moffle mặc một bộ đồ mang hình dạng cơ thể cậu, mỗi ngày luân phiên đi học thay cho cậu. Vào ngày đầu tiên, Isuzu tìm thấy một bức thư tình trong tủ đựng đồ của Kanie nhưng người gửi, Kanae Tsuchida, bỏ lộn lẫn tủ đựng đồ của cô với người khác. Khi Isuzu nói những lời đầy cảm tình của cô, Kanae kết thúc việc phát triển tình cảm với Kanie. Hai ngày tiếp theo kết thúc với những sự cố kinh tởm do hành vi của linh thú, trong khi ngày thứ tư kết thúc một cách hòa bình do Kanie mặc bộ đồ của một cậu trai mà Kanae đã cố gắng gửi bức thư ban đầu, Kimura và nói dối tất cả những điều kinh tởm hành động từ 'Kanie' những ngày trước đó có nghĩa là lái Kanae về Kimura bằng cách khiến cô ấy ghét cậu. | |                           |
| 9 | "Không đủ Teamwork!" "Chīmuwāku ga Umarenai!" (チームワークが生まれない!)                                | Ngày 27 tháng 11 năm 2014 |
| Không cải thiện được chút nào với sự thu hút do thiếu tinh thần đồng đội. Elementario Faeries được mời ăn tối với Latifah và vô tình kích hoạt hệ thống phòng thủ của lâu đài. Bị mắc kẹt bên trong lâu đài, các nàng tiên phải khởi động lại hệ thống từ bên trong, nhưng để làm như vậy, họ phải vượt qua một loạt các thử nghiệm yêu cầu họ làm việc cùng nhau. | |                           |
| 10 | "Không có gì có thể làm được!" "Mō Utsu Te ga Nai!" (もう打つ手がない!)                                  | ngày 4 tháng 12 năm 2014  |
| Mọi người đều làm hết sức mình nhưng có vẻ như không thể đạt được mục tiêu của 250.000 khách. Isuzu giải thích cho Kanie nguyên nhân Latifah ngất xỉu thường xuyên như vậy. Và anh được biết rằng có một lời nguyền rủa thất thoát Animus trên công chúa. Amagi Brilliant Park được xây dựng để giữ cho Latifah còn sống. Seiya nhớ lại cuộc gặp gỡ với công chúa khi anh còn trẻ, nhưng cô trông y hệt như vậy. Moffle nói với anh rằng lời nguyền không chỉ ảnh hưởng đến sức khỏe của cô mà còn ảnh hưởng đến những kỷ niệm và sự phát triển thể chất mỗi năm. Chỉ còn 10 ngày trước thời hạn, Seiya nghe từ Triken rằng ông đã tìm thấy những gì anh yêu cầu tìm kiếm, và củng cố hy vọng của mình. | |                           |
| 11 | "Không có gì để lo lắng bây giờ!" "Kore de Mō Shinpainai!" (これでもう心配ない!)                         | Ngày 11 tháng 12 năm 2014 |
| Kế hoạch của Seiya để đạt được hạn khách trong 10 ngày liên quan đến việc tổ chức một trận đấu bóng đá tại sân vận động của công viên. Sau khi thuyết phục đội bóng đá địa phương chơi một trận đấu quan trọng tại công viên, Seiya thông báo cho các nhân viên rằng kế hoạch của họ sẽ tiến hành, một khu vực rộng lớn không sử dụng trong khu đất công viên phải được bán để trả chi phí và giải quyết vấn đề tài chính của họ, và họ đồng ý, sau đó họ dành những ngày sau để chuẩn bị cho trận đấu, trong khi Seiya vẫn lo lắng, biết rằng vào ngày cuối cùng, ký ức của Latifah sẽ được đặt lại và cô sẽ quên anh một lần nữa. Ngày cuối cùng đã đến, và với tất cả các khách truy cập tính và một vài giờ còn lại đến thời hạn, Seiya bị sốc khi biết rằng họ cần có 252 khách nữa để đạt được mục tiêu. | |                           |
| 12 | "Không ai biết mục tiêu trong tương lai là gì!" "Mirai wa Darenimo Wakaranai!" (未来は誰にもわからない!) | Ngày 18 tháng 12 năm 2014 |
| Như một phương sách cuối cùng, các nhân viên của Amagi Brilliant Park mời tất cả bạn bè và người thân của họ, đạt đến hạn ngạch trong khoảng thời gian còn lại. Thông báo rằng đó là ngày cuối cùng của anh với tư cách là người quản lý, Seiya tiết lộ với những người khác rằng một trung tâm mua sắm khổng lồ sẽ được thành lập tại mảnh đất mà cậu đã bán trước đó, điều này sẽ giúp đưa khách đến công viên. Kurisu Takaya từ Amagi Development, khen ngợi Seiya về chiến công, nhưng cũng chế nhạo cậu vì vấn đề của Latifah vẫn chưa được giải quyết, tiết lộ mình là pháp sư đã nguyền rủa cô ngay từ đầu trước khi chạy trốn. Tuy nhiên, khi nửa đêm đến, Seiya và những người khác khám phá ra rằng số lượng lớn của Animus tụ tập trong những tuần qua đủ mạnh để giải thoát cô khỏi lời nguyền. Seiya sau đó chia tay mọi người trong công viên, nhưng khi trở về nhà, dì Kyūbu Aisu nhận xét anh hạnh phúc đến thế nào khi làm việc ở đó, ngày hôm sau, Seiya trở lại và đảm nhận chức vụ quản lý Amagi Brilliant Park, tuyên bố rằng vẫn còn rất nhiều điều để cậu làm. | |                           |
| 13 | "Không phải là một PV tốt!" "PV ga Tsumaranai!" (PVがつまらない!)                                        | Ngày 25 tháng 12 năm 2014 |
| Triken có đề xuất từ nhân viên để tạo video quảng cáo cho công viên với kết quả rất chi là không rõ ràng. | |                           |
| OVA | "Không có thời gian để dễ dàng mang nó!" "Nonbirishiteiru Hima ga Nai!" (のんびりしている暇がない!)      | Ngày 26 tháng 6 năm 2015  |
| Đó là sinh nhật của Seiya và Isuzu dự định tặng cậu một món quà sinh nhật. Tuy nhiên, một loạt các sự kiện mở ra tiếp tục cản trở kế hoạch của cô. | |                           |